# San Lino
San Lino ist eine Pfarrkirche und Titeldiakonie an der Grenze der römischen Quartiere Aurelio, Primavalle und Trionfale an der Via della Pineta Sacchetti. Die Pfarrei grenzt an den Parco regionale urbano del Pineto und liegt im westlichen Bereich der 23. Präfektur des Bistums Rom.

## Geschichte
Die Pfarrei wurde am 22. Februar 1957 mit Dekret von Kardinalvikar Clemente Micara von San Filippo Neri alla Pineta Sacchetti errichtet und wird vom Klerus des Bistums Rom betreut. Am Anfang war die Kirche in einem Gebäude, welches von Renato Costa geplant wurde, zusammen mit dem Pfarrhaus und -büro untergebracht. Ende der 1990er wurde die von Renato Costa geplante Kirche gebaut. Die Kirchweihe führte Kardinalvikar Camillo Ruini am 23. September 1999 durch.
Seit 24. November 2007 ist die Kirche Titeldiakonie.

## Liste der Kardinaldiakone
Bisherige Titelträger sind:
- Giovanni Coppa, Diplomat des Heiligen Stuhles, 24. November 2007 – 16. Mai 2016
- Giovanni Angelo Becciu, seit 28. Juni 2018